# War of Legends
War of Legends é um MMORTS baseado em navegador, situado em um mundo da mitologia chinesa antiga, publicado pela Jagex em 19 de janeiro de 2010. É o primeiro jogo da Jadex que não foi escrito em Java.